# Campeonato Sueco de Futebol Feminino

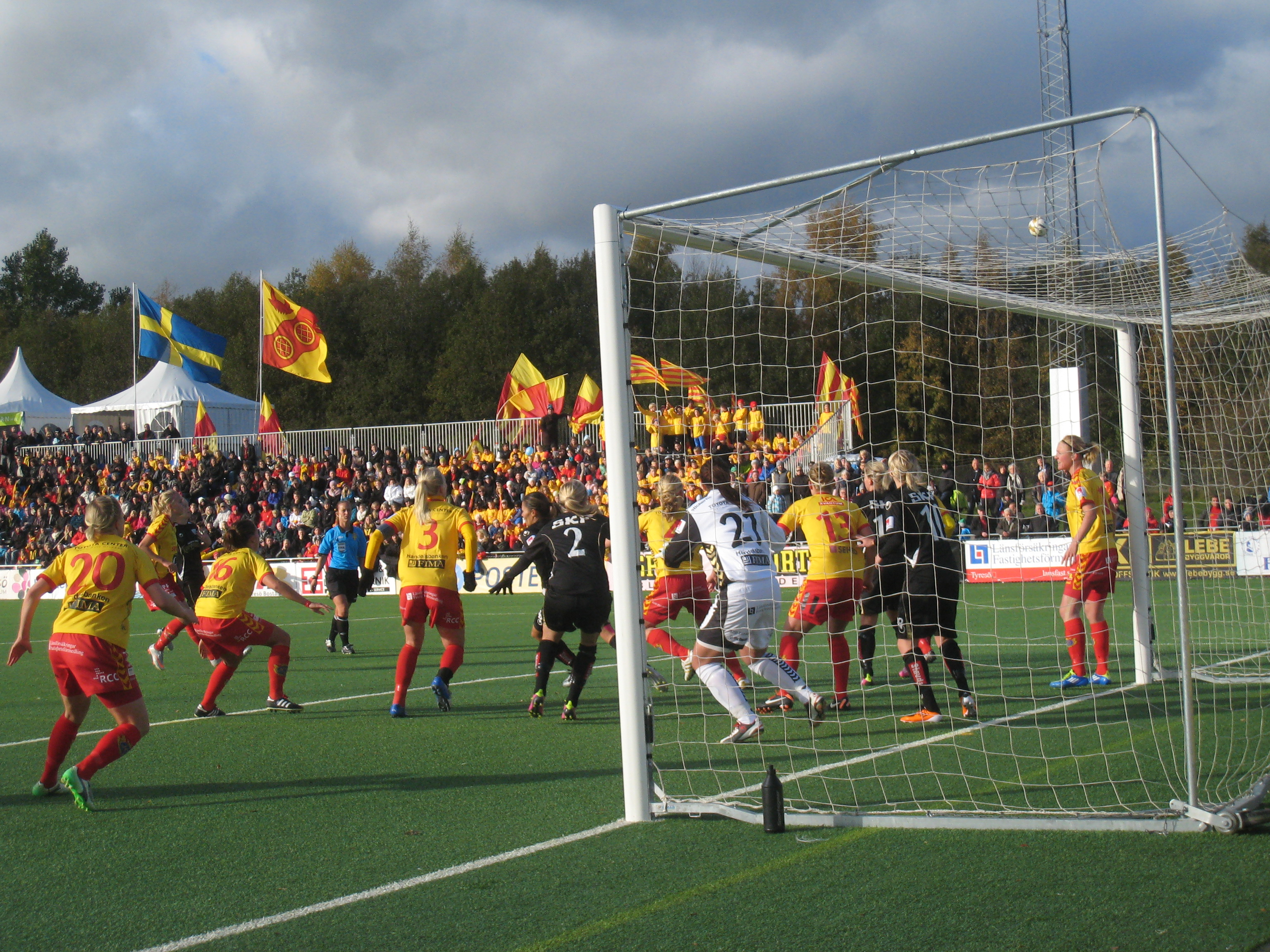
Tyresö FF

O Campeonato Sueco de Futebol Feminino compreende os seguintes escalões :
- 1 - Damallsvenskan
- 2 - Elitettan
- 3 - Divisão 1 Feminina
- 4 - Divisão 2 Feminina
- 5 - Distritais Femininos

## Ligações exteriores
- «Damallsvenskan» (em sueco). SvFF - Federação Sueca de Futebol. Consultado em 18 de abril de 2013
- SvFF – Federação Sueca de Futebol – Novo sistema para o futebol feminino
- «Kontaktuppgifter och tävlingar 2013 - Svenska Fotbollförbundet» (em sueco). SvFF - Federação Sueca de Futebol. Consultado em 30 de abril de 2013